# Antita alca
Antita alca är en insektsart som beskrevs av Bolívar, I. 1908. Antita alca ingår i släktet Antita och familjen gräshoppor. Inga underarter finns listade i Catalogue of Life.